# Czegóż chcą
Czegóż chcą? – zbiór 24 polskich wierszy socjalistycznych i rewolucyjnych, wydany w 1882 w Genewie. Ukazał się nakładem pisma „Przedświt”. Zawierał pierwodruk wiersza Czerwony sztandar autorstwa Bolesława Czerwieńskiego. Według planów wydawców miał stanowić pierwszy tom serii.
Tom, charakteryzujący się bardzo zróżnicowanym poziomem zawartych w nim wierszy, stanowił pierwszy w polskiej literaturze zbiór poezji socjalistycznej. Treściowo na plan pierwszy wysunęły się dwa problemy: etos rewolucjonisty jednostkowego i koncepcja bohatera zbiorowego. Niezależnie od tego, który z problemów poruszali autorzy, tłem poezji staje się pole walki, konflikt klasowy na tle historycznym. Forma wierszy jest najczęściej prosta, odwołania sięgają tu do gatunków powszechnie znanych, bardzo często związanych ze strukturą pieśniową. Wiążą się z różnymi formami folkloru – ludowego, powstańczego lub więziennego. Mottem jest fragment III części Dziadów Adama Mickiewicza: Teraz bracia piosenkę lepszą posłyszymy. Środkami używanymi często, a nawet nadużywanymi przez autorów są satyra, przejaskrawienie, ironia, kontrast, parodia. Wzorce czerpane były z radykalnych dzieł Heinricha Heinego, Georga Herwegha, czy Percy'ego Shelleya. Utwory koncentrują się wokół następujących tematów:
- martyrologiczno-więziennego,
- niedoli chłopa i robotnika,
- wizji rewolucyjnej.